# Pee Wee (chariot)
Pour les articles homonymes, voir Pee Wee.
Pour le personnage de fiction, voir Pee-Wee Herman.
Pour l'acteur, voir Paul Reubens.

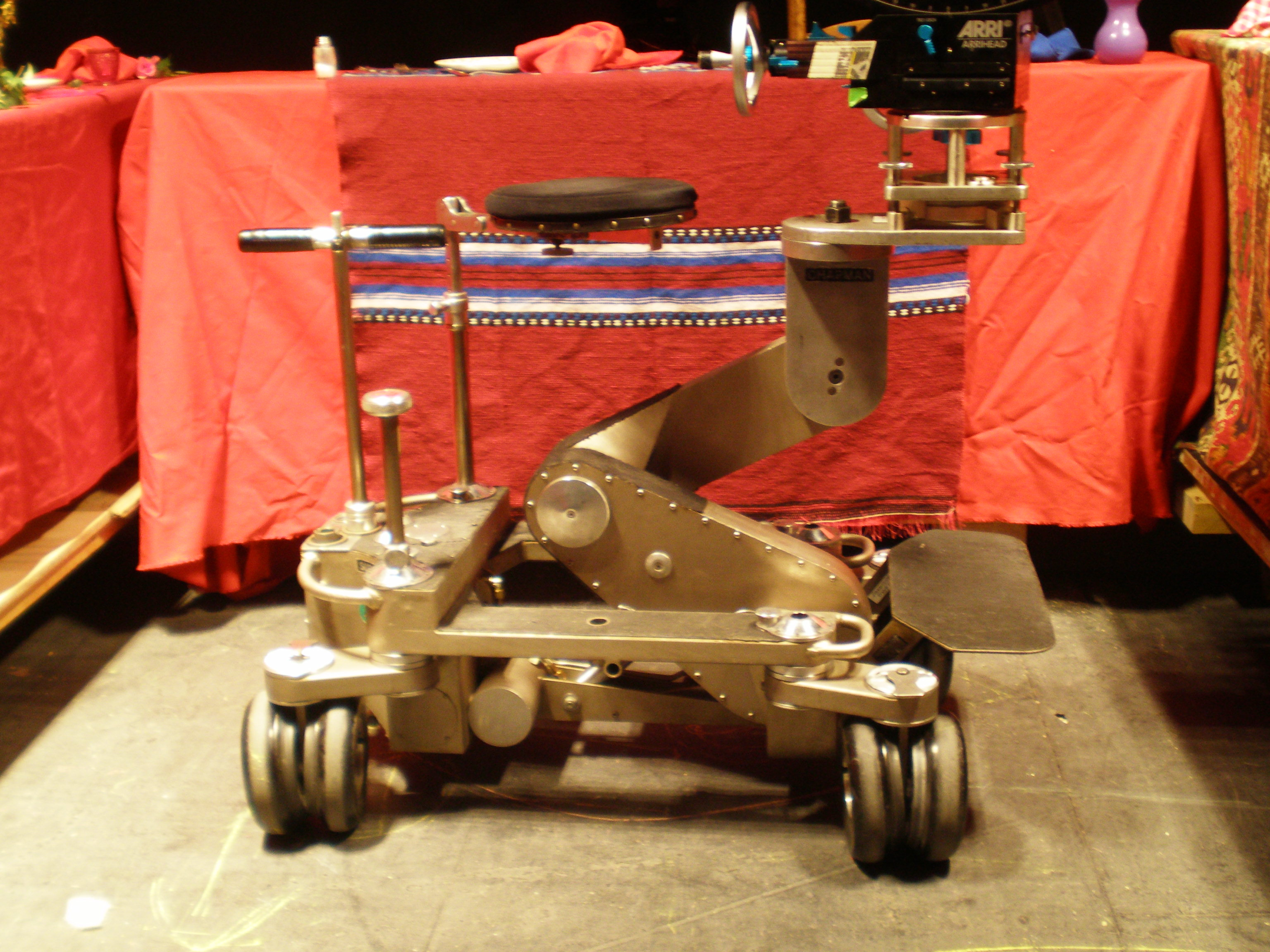
Pee Wee II dans un décor de cinéma. Au bout du bras est montée une tête à manivelles ArriHead supportant la caméra.

Utilisée sur un tournage de cinéma, la Pee Wee est un petit chariot équipé d'un bras qui peut monter et descendre la caméra. Apparue en 1980, la Pee Wee s'est affirmée comme la dolly la plus populaire chez les machinistes, principalement grâce à sa compacité et sa facilité d'utilisation en extérieur, notamment sur les terrains légèrement accidentés. La Pee Wee a gagné un Oscar technique récompensant sa conception en 1982 (55e cérémonie des Oscars).
Fabriquée par Chapman Leonard, elle a régulièrement fait l'objet d'améliorations, la dernière en date (Super PeeWee IV) permettant à cette dolly de pivoter sur elle-même, ce qui permet à l'opérateur de faire un panoramique horizontal illimité (en mode de déplacement Round).

## Bras hydraulique
Son bras est actionné par la pression hydraulique produite par un compresseur électrique (à l'azote). La pression de l'huile dans le vérin se recharge en quelques secondes en dehors des prises. Une seule recharge suffit pour environ trois mouvements de bras.
C'est une dolly légère, qui peut néanmoins supporter jusqu'à 145 kg sur son bras, sachant que l'on ne peut pas accrocher de siège sur celui-ci. Elle a un débattement vertical limité à 80 cm.

## Autre appellation
Pee-Wee est aussi la marque d'une machine-outil luxembourgeoise pour le filetage par roulage (technique) en grande production.

## Source
1. ↑  François Reumont, Le Guide machinerie de la prise de vues cinéma, Dujarric, 2004 [détail de l’édition], Dujarric, p. 124-125.